# Анастасий I (папа)
Вижте пояснителната страница за други личности с името Анастасий I.
Анастасий I (на латински: Anastasius PP. I) е римски папа от 27 ноември 399 г. до 19 декември 401 г.
Според Liber Pontificalis той е римлянин и е син на някой си Масимо . Според Йероним, той е баща на бъдещия папа Инокентий I.
През 399 г. папа Анастасий I анатемосва Ориген.